# Poley (Sallgast)

Die Hauptstraße

Poley ist ein Gemeindeteil der Gemeinde Sallgast im südbrandenburgischen Landkreis Elbe-Elster. Es liegt zwischen den Orten Luise-Siedlung, Henriette und Karl-Marx-Siedlung.
Das Dorf hieß früher "Kolonie Poley" und gehört seit 1928 zu Sallgast. Poley besteht aus 34 Grundstücken und derselben Anzahl an Wohnhäusern im selben Baustil. Die Siedlung ist zur Hälfte von Wald umgeben und grenzt an einem Tagebau an.
Im Sommer lädt der angrenzende Grubenteich zum Baden ein. In Poley fand jährlich ein Dorffest und ein Osterfeuer statt, welches nicht nur die eigenen, sondern auch die Einwohner umliegender Orte anlockte. Poley zählt nur zwei Straßen, die Hauptstraße und den Birkenweg. An dem Dorf geht die L552 vorbei. Die Postleitzahl lautet 03238 und die Vorwahl 035329.
Vor der Wende besaß das Dorf noch ein Werkgasthaus, heute ist dies jedoch nur noch eine Ruine. Poley hat nun das Hotel Garni, das auch Besuchern des EuroSpeedway Lausitz eine Unterkunft bietet, einen Sport- und Spielplatz und einen Schießplatz vorzuweisen.